# チョン・ジョンミョン
チョン・ジョンミョン（Cheon Jeong-myeong、Chun Jung Myung、千正明、천정명、1980年11月29日～ ）は、韓国の俳優。

## 人物概要
- 1997年 高校２年のときに路上キャスティングされ、　　　　　　ＣＦでデビュー。
- キュートで純粋なイメージから「国民の年下男」、高身長でハンサムなルックスから「万人の理想形」と呼ばれている。
- 身長182cm、体重70kg、血液型AB型。
- 出生地　ソウル特別市
- 学歴　ソウル ナムソン小学校、ソウル ムニル（文一）高等学校、サンジ（尚志）大学校 芸術体育大学 体育学科、サンジ（尚志）大学校 大学院 体育学 修士課程卒業
- 家族　1男2女の末っ子
- 2008年1月2日京畿道ウィジョンブ（議政府）の306補充隊に入隊した。その年末に模範的な軍生活を評価され、部隊長の表彰を受ける。2009年10月、上等兵として第30師団新兵教育隊で助教を務める。また、チョン・ジョンミョンは、特級戦闘要員の選抜訓練で、射撃90％以上命中、1.5キロをランニングで時間内に走破など、色々な基準を難なくパスし、芸能人としては初めて、上位1％の「特級戦闘要員」に選抜された。2009年11月27日に除隊した。
- 特技　格闘技、柔術（黒帯）、水上スキー、スノーボード、合気道、テコンドー、野球、インラインスケート、水泳、キックボクシング等。スポーツ万能俳優としても知られている。
- 性格　内向的でシャイ、純粋で優しい性格。
- 宗教　カトリック（クリスチャンネーム：コンスタンティノ）
- 所属事務所 Ｊ＆Ｈ ＦＩＬＭ、オフィス ゼロ（2010～）、レッドライン エンターテイメント（2011～）、ROBIN K.ENT. 、HBエンターテインメント（2021.12～）
- ドラマ、映画、バラエティと活躍は多岐に渡り、圧倒的な演技力と人柄の良さに定評がある。
- ファッション、インテリアに精通し、料理も得意。

## 作品

### 出演テレビドラマ
- 学校2（1999年、KBS）21回 写真サークルの学生役
- エコー こだま（2000年、KBS）
- 2001 MBC ＜ニューノンストップ＞ 思い出の中の思春期編
- 3番目の偶然（2001年、MBC）
- 花喫茶店の純情（2001年、SBS）
- 一葉の女（2002年、MBC）ポンス役
- バッドガールズ（2002年、SBS） - チェギョンの弟チョンモク役
- まっすぐ生きろ（2003年、SBS） - チョン・ジョンミョン役
- 北京My Love（2004年、KBS） - ノ・ワンソン役
- 2004 KBS ドラマシティ ＜愛してます スヘリ＞ イ・サンギュ役
- ファッション70s（2005年、SBS） - チャン・ビン役
- グッバイ・ソロ（2006年、KBS） - 主演　キム・ミンホ役
- キツネちゃん、何しているの?（2006年、MBC） - 主演　パク・チョルス役
- シンデレラのお姉さん（2010年、KBS） - 主演　ホン・ギフン役
- チャクペ〜相棒〜（2011年、MBC） - 主演　チョンドゥン役
- 栄光のジェイン（2011年、KBS） - 主演　キム・ヨングァン役
- 2013 FJTV ＜親政保衛伝＞韓中合作
- 2013 tvN ＜チョン・ジョンミョンのボンジュール～パリ＞
- リセット（2014年、OCN） - 主演　チャ・ウジン役
- Heart to Heart～ハート・トゥ・ハート～（2015年、tvN） - 主演　コ・イソク役
- マスター・ククスの神（2016年、KBS） - 主演　ム・ミョン（チェ・スンソク）役
- ときめき注意報（2018年、MBN） - 主演　チャ・ウヒョン役

### 出演映画
- 花喫茶店 純情（2001年）
- アーユーレディ？（2002年）
- 踊りが始まります 韓国映画アカデミー映画祭2003（2003年）
- 台風太陽～君がいた夏～（2005年） - 主演　ソヨ役
- 強敵（2006年）主演
- ヘンゼルとグレーテル（2007年） - 主演　ウンス役
- 青い塩（2011年） - エック役
- 夜の女王（2013年） - 主演　ヨンス役
- パーフェクト・プロファイラー　命がけの恋愛（2016年） - 主演　ソル・ロクファン役
- フェイスレス 顔のないボス（2019年）-　主演　サンゴン役

### バラエティ
- チンチャサナイ～男の中の男～（2014年）
- 都市警察２（2019年）
- ホームアローン（2022年）

【ミュージックビデオ】
2001 チョン・イノ ＜します＞ 
2002 シン・スンフン ＜お前のための離別＞（他の出演者：パク・ハンビョル）  　　　　　
2005 sg WANNA BE+ ＜夢の対話＞，＜私の心の宝石箱＞ 　IZI ＜There She Goes＞（映画「台風太陽 ～君がいた夏～」の映像）  　　　　　
2005 Fly to the sky ＜胸が痛くても＞（ドラマ「ファション70s」の映像）　　　　　　
2010 イェソン ＜君ではなくなってはならない＞（ドラマ「シンデレラのお姉さん）

[Ｃ    Ｆ]　
ＭＣスクエア 、農心ノグリ、シャニーホパン、ネスカフェ

## 受賞歴
- 1999 ストーム５期モデル 大賞受賞
- 2005年 第22回 韓国ベストドレッサースワン賞タレント部門ベストドレッサー
- 2005年 釜山映画評論化協会賞 新人男優賞
- 2005年 第26回 青龍映画賞 新人男優賞
- 2005年 SBS 演技大賞 ニュースター賞
- 2006年 第42回 百想芸術大賞 ＴＶ部門 男子新人演技賞（ファッション70's）
- 2006年 ＭＢＣ演技大賞 ＰＤ賞（キツネちゃん，何しているの？）
- 2007年 アジアモデル授賞式人気スター賞
- 2010 第４回 Mnet 20's Choice 最も影響力あるスター20人
- 2010 第３回 スタイル アイコン アワーズ(SIA）男子タレント部門
- 2011 ＫＢＳ演技大賞 中編ドラマ部門 男子優秀演技賞（栄光のジェイン）

外部リンク